# Old Stone
Pour plus de détails, voir Fiche technique et Distribution.
Old Stone (老石, Lao shi) est un film sino-canadien réalisé par Johnny Ma, sorti en 2016. Le film figure dans la liste « Canada's Top Ten », les dix meilleurs longs-métrages canadiens de 2016, sélectionnés par un jury composé de sept réalisateurs et experts de l'industrie du cinéma, coordonné par TIFF.

## Synopsis
La descente en enfer de Lao Shi, un chauffeur de taxi en Chine, qui après avoir heurté un motocycliste, est pris au piège d'un cauchemar bureaucratique.

## Fiche technique
- Titre original : 老石, Lao shi
- Titre français : Old Stone
- Réalisation : Johnny Ma
- Scénario : Johnny Ma
- Pays d'origine : Chine-Canada
- Format : Couleurs - 35 mm - 1,85:1
- Genre : thriller
- Durée : 80 minutes
- Date de sortie :
  - 12 février 2016 :  Allemagne (Berlinale)
  - 8 septembre 2016 :  Canada (Festival international du film de Toronto)

## Distribution
- Chen Gang : Lao Shi
- Nai An : Mao Mao
- Wang Hongwei : le captaine
- Zhang Zebin : Li Jiang
- Luo Xue'er : Xue'er

## Prix
- 2016 : Meilleur premier film canadien au Festival international du film de Toronto 2016.